# مونیسانچو
مونیسانچو دهستانی در استان آبیلای اسپانیا است.
در این دهستان ۱۵۵ نفر زندگی می‌کنند. مساحت این دهستان ۱۹٫۸۱ کیلومتر مربع است.